# District de Jodhpur
Le district de Jodhpur est un district de l'État du Rajasthan en Inde.